# Велоспорт на літніх Олімпійських іграх 1896 — Гіт
Змагання з гіту на 333,3 метра на велотреці серед чоловіків на Літніх Олімпійських іграх 1896 року пройшли 11 квітня. У перегонах взяли участь вісім спортсменів з п'яти країн.

## Призери
| Золото                | Срібло                         | Бронза                 |
| Поль Массон · Франція | Стаматіос Ніколопулос · Греція | Адольф Шмаль · Австрія |

## Змагання

### Перший заїзд
| Місце | Спортсмен                   | Час  |
| ----- | --------------------------- | ---- |
| 1     | Поль Массон (FRA)           | 24,0 |
| 2     | Стаматіос Ніколопулос (GRE) | 26,0 |
| 3     | Адольф Шмаль (AUT)          | 26,0 |
| 4     | Едвард Баттел (GBR)         | 26,2 |
| 5     | Фредерік Кіпінг (GBR)       | 27,0 |
| 5     | Теодор Лойпольд (GER)       | 27,0 |
| 5     | Леон Фламан (FRA)           | 27,0 |
| 8     | Йозеф Роземаєр (GER)        | 27,2 |

### Заїзд за друге місце
| Місце | Спортсмен                   | Час  |
| ----- | --------------------------- | ---- |
| 2     | Стаматіос Ніколопулос (GRE) | 25,4 |
| 3     | Адольф Шмаль (AUT)          | 26,6 |

Перегони проходили на велодромі «Нео Фалірон». Був дуже холодний день. Це були останні, треті, велоперегони які відбулися 11 квітня. Переміг Поль Массон, він став олімпійським чемпіоном уже втретє. Стаматіос Ніколопулос та Адольф Шмаль прийшли з однаковим результатом, тому, щоб визначити друге та третє місце, був проведений додатковий заїзд, у якому переміг грецький спортсмен.